# Depalgaun
Depalgaun (nep. देपालगाउँ) – gaun wikas samiti w zachodniej części Nepalu w strefie Karnali w dystrykcie Jumla. Według nepalskiego spisu powszechnego z 2001 roku liczył on 358 gospodarstw domowych i 1997 mieszkańców (959 kobiet i 1038 mężczyzn).